# رقبان (الحد)

تعديل مصدري - تعديل

رقبان هي إحدى قرى عزلة الحد بمديرية الحد التابعة لمحافظة لحج، بلغ تعداد سكانها 234 نسمة حسب تعداد اليمن لعام 2004.